# Історія пошти і поштових марок Естонії

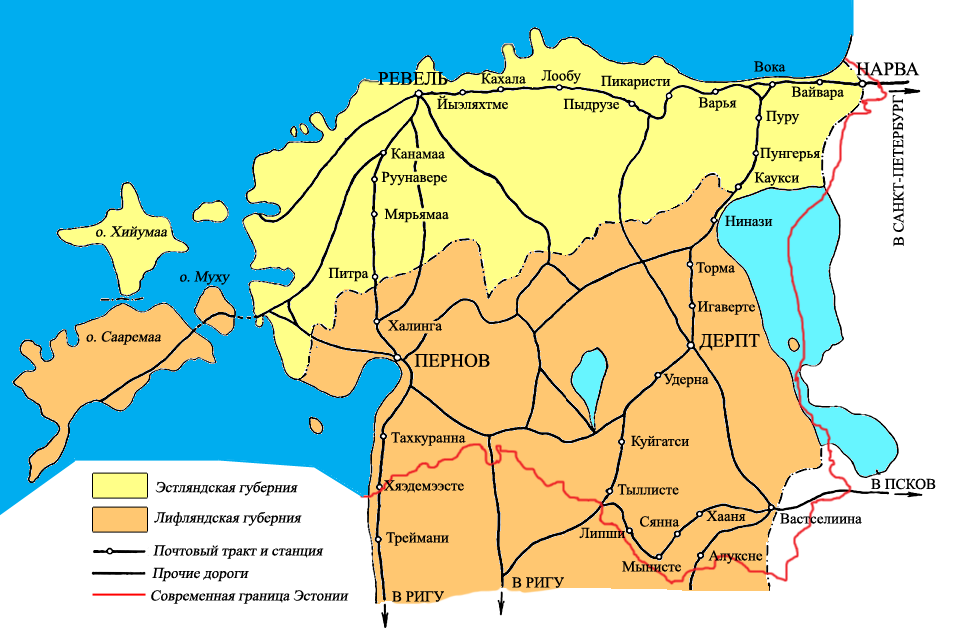
Карта мережі поштових станцій на території сучасної Естонії у 1712–1730 роках

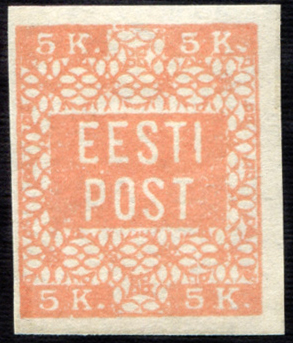
Перша марка Естонії, 1918

Історія пошти і поштових марок Естонії поділяється на періоди, що відповідають поштовим системам держав, у складі яких перебувала територія сучасної Естонії (Швеція, Російська імперія, СРСР), період незалежності Естонії (1918–1940) та сучасної Естонської Республіки (з 1991).

## Ранній період

### Шведське правління
1638 року указ про пошту опікунського уряду королеви Кристіни, виданий у Швеції 20 лютого 1636 року, був поширений на території Герцогства Естляндського та Шведської Лівонії (Ліфляндія). Відповідно до цього закону на шляхах (Ревель — Нарва, Ревель — Пернов (Пярну) — Рига тощо) за кожні 2—3 милі був поставлений на службу селянин чи поштар, який мав уміти читати й писати. Селянин-поштар мав винайняти двох поштовиків (помічників). Почувши звуки ріжка поштового кур'єра, що наближався, вони були зобов'язані негайно приготуватись і, незважаючи на погоду й час дня, поспішати до наступної поштової садиби зі швидкістю 1 милі на годину. Однак ця швидкість не задовольняла пошту, тому було прийнято рішення про організацію кінної пошти.
Поштовий устрій 1639 року передбачав створення в Ліфляндії на військовій дорозі, що поєднувала Ригу й Дерпт (нині Тарту), 14 поштових станцій із заміною коней. На дорозі, що веде відт Дерпта в Нарву, було створено п'ять і на дорозі Дерпт — Ревель дві станції.
Новий етап у поштовому устрої розпочався 1645 року, коли поштою зацікавились купці. Того року поштмейстер Відземе з Пруссії, купець Якоб Беккер (Jacob Becker) на свої кошти забезпечив корчми на дорогах Рига — Дерпт, Рига — Пернов і Дерпт — Везенберг (нині Раквере) кіньми з найманими вершниками. При цьому уряд зобов'язався сплачувати Беккеру за перевезення пошти 550 талерів на рік.

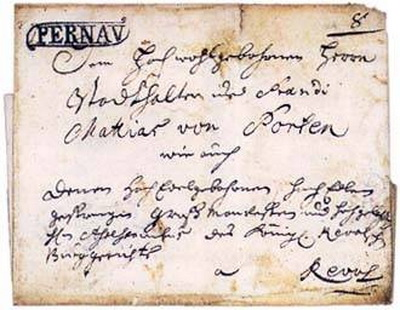
Лист, надісланий з Пернова й погашений домарочним штемпелем

Найбільшим поштовим пунктом Шведської Естонії у XVII та на початку XVIII століття був Ревель. Через це місто проходили морські та сухопутні поштові шляхи та здійснювалось поштове сполучення зі шведськими центральними урядовими закладами в Стокгольмі. Поштове сполучення сушею здійснювалось за маршрутом Ревель — Везенберг — Нарва — Нієншанц — Виборг, а звідти далі через Фінляндію й Аландські острови до Швеції. 1687 року з Ревеля почали вирушати поштові судна до мису Порккала на півдні Фінляндії. Перевезення пошти морським шляхом набагато прискорило її доставку у порівнянні з колишнім пересиланням її селянськими підводами. Тим не менше, 1691 року поштовий корабель «Флайгарен» було продано.
Іншим важливим центром Шведської Естонії в ті часи було прибережне місто Пернов. Його значення особливо зросло після 1699 року, коли туди тимчасово перевели Дерптський університет. Між Перновом і Швецією почали курсувати поштові судна, пересилання листів якими коштувало 3 срібних ере за лот.
1665 року територіями Шведської Естонії та Шведської Лівонії пройшла перша іноземна поштова лінія з Риги до Москви за маршрутом Рига — Вастселіїна — Псков — Новгород — Москва. Ініціатором створення цієї поштової лінії був боярин Афанасій Ордін-Нащокін, а її организатором — голландець Ян ван Сведен. У 1693–1700 роках пошта, після перетину російсько-шведського кордону поблизу Вастселіїна, проходила через корчми Вастсе-Казарітса, Пилгасте, Карілатсі й Куусте. З Дерпта в напрямку на Ригу пошта знову доставлялась від корчми до корчми (на естонській частині Ліфляндії через Тиравере, Рингу, Кілінгі й Луке).
1708 року на Ревельському поштамті було запроваджено поштовий штемпель з найменуванням міста. Він мав розміри 16 × 13 мм. Вживався тільки два роки — до приєднання 29 вересня 1710 року Ревеля до Росії. Збереглись окремі листи з цим штемпелем.
Поштова контора в Пернові також запровадила поштовий штемпель, більшого розміру у порівнянні з ревельським — 33,5 × 8 мм. Діяв цей штемпель до 12 серпня 1710 року, коли Пернов було завойовано російськими військами. Лист, погашений цим штемпелем та який зберігається в національному архіві Стокгольма, вважається унікальним.
В на території сучасної Естонії поштові контори були також відкриті в Дерпті, Гапсалі (нині Хаапсалу), Нарві, Аренсбурзі (нині Курессааре) й Везенберзі (нині Раквере). Однак жодна з них не мала власних поштових штемпелів.
До 1710 року, під час Північної війни між Швецією та Росією, мережа шведських поштових закладів в Естляндії та Ліфляндії припинила своє існування.

### Російська окупація
У зв'язку з воєнними діями й поступовим включенням Естляндії та Ліфляндії до складу Росії виникла потреба підтримки зв'язку з центральними закладами в Москві. З 1704 до 1710 року для поштового зв'язку можна було використовувати тільки кінних кур'єрів. Тому зв'язок був випадковим, а його економічна користь не великою. Йдучи назустріч побажанням купців, російська влада дозволила Нарві вести поштове листування з російськими областями та з закордонними країнами (окрім Швеції). У той же час жителям Дерпта за стратегічними міркуваннями таке листування було заборонено. Таким чином, на початку XVIII століття Нарва стала першим містом в Естонії, включеним до всеросійської поштової мережі.
Після завершення Північної війни відновленням і подальшим розвитком поштової служби на території сучасної Естонії займався повноважний представник Петра I Герхард Йоганн фон Левенвольде (пом. 1723). В урядовій вказівці від 17 жовтня 1710 року фон Левенвольде було доручено відновити поштовий устрій таким, яким він був за часів шведського правління. Однак виснажений тривалою війною та чумою край не зміг одразу створити чітку й налагоджену мережу поштових станцій. Для виходу з положення, що склалось 25 листопада 1710 року відповідно до патенту генерал-губернатора Ліфляндії уздовж найважливіших шляхів були створені так звані козацькі поштові станції. На кожній станції, які в основному розташовувались у корчмах, було 20 коней і чотири драгуна. Їхнє утримання було покладено на сусідні хутори.
Однак невдовзі козаки залишили Естляндію та Ліфляндію. Тому перевезення пошти було покладено на місцевих селян. Від цього страждали селянські й поміщицькі господарства, оскільки селяни на певний час відривались від польових робіт. Для розв'язання проблеми, що склалась, Левенвольде запропонував 1712 року Ліфляндському, а 1713 року Естляндському лицарствам створити, а потім і утримувати поштові станції на дорогах Санкт-Петербург — Дерпт — Рига, Ревель — Пернов — Рига, Ревель — Вока — Нарва й Рига — Вастселіїна — Псков. Як винагорода лицарству були обіцяні всі прибутки від поштових станцій.
24 вересня 1714 року Урядовий сенат Російської імперії видав наказ про відкриття регулярної публічної пошти на лінії Санкт-Петербург — Нарва — Дерпт — Валка — Рига. Відкриття цього поштового тракту було зумовлено політичними, економічними та культурними міркуваннями, оскільки це був найкоротший шлях, що пов'язав столицю Росії з Західною Європою. У 1712–1713 роках лицарство Естляндії та Ліфляндії встановили на цій дорозі 20 поштових станцій з інтервалом у 21—23 версти між кожною. Дванадцять з них розташовувались на території сучасної Естонії: в Естляндській губернії у Вайварі, Вока-Пуру (з 1782 року в Йихві), Пунгер'я (з 1735 у Вяйке-Пунгер'я), Кауксі (з 1735 в Раннапунгер'я) і в естонській частині Ліфляндської губернії в Ніназі, Тормі, Ігавері, Дерпті, Удерні, Куйгатсі й Тиллісте.
Другим поштовим трактом в Естонії була відкрита 1713 року лінія Ревель — Вока, яка до 1782 поєднувалась із поштовою дорогою Санкт-Петербург — Дерпт — Рига поблизу поштової станції Вока. Цей тракт поєднував Ревель із Санкт-Петербургом. Поштові станції на цій лінії були відкриті в Йиєляхтме, Кахала, Лообу, Пидрузе, Пікарісті та Вар'я.
1715 року була відкрита поштова дорога Ревель — Пернов — Рига. Того ж року відкрилась лінія поштових перевезень Рига — Алуксне — Вастселіїна — Псков. Недоліком цих трактів стала та обставина, що не було збудовано спеціальних будівель для поштових станцій й останні розміщувались зазвичай у корчмах. Окрім того поштові станції неодноразово переносились з одного місця на інше. Це було спричинено поганим станом будівель та нерідко пожежами.
Найбільш раннім штемпелем російської державної пошти на території Естонії є штемпель Дерпта (Тарту) 1796 року. Всі штемпелі, що застосовувались на території сучасної Естонії у XVIII столітті, виконані німецькою.
| |
| Штемпельний конверт, надісланий із Ревеля до Везенберг (1871; лицьовий та зворотній боки конверту) |

Величезну роль у здійсненні та розвитку поштових перевезень на території Естляндської та Ліфляндської губерній відіграло будівництво залізниць, що розпочалось у 1850–1860 роках. 1865, коли було вирішено питання щодо будівництва залізниці Балтійський Порт (нині Палдіскі) — Ревель — Тосно, Естляндське лицарство утворило комісію з реорганізації мережі поштових станцій. 1869 року комісія надала звіт, відповідно до якого 24 жовтня 1870 року, в день відкриття Балтійської залізниці, всі поштові станції на шляху Ревель — Санкт-Петербург були закриті, оскільки залізниця пройшла у безпосередній близькості від поштової дороги. З цього часу роль поштових станцій почали виконувати залізничні станції.
1876 року завершилось будівництво залізниці Тапа — Дерпт, в результаті чого були ліквідовані поштові тракти Везенберг — Дерпт, Йихві — Дерпт і Ревель — Дерпт. 1889 стали до строю залізничні лінії Дерпт — Валга — Рига й Валга — Псков. Сусідні поштові тракти також були закриті.
До 1917 року на території сучасної Естонії було відкрито 157 поштових закладів. До 1918 року на території Естляндської та Ліфляндської губерній діяли загальноросійські поштові правила й тарифи та були у вжитку знаки поштової сплати Російської імперії.

## Перша світова війна: німецька окупація

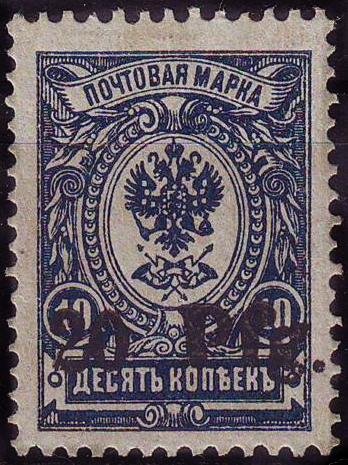
Поштова марка німецької окупаційної адміністрації в Дорпаті, 1918

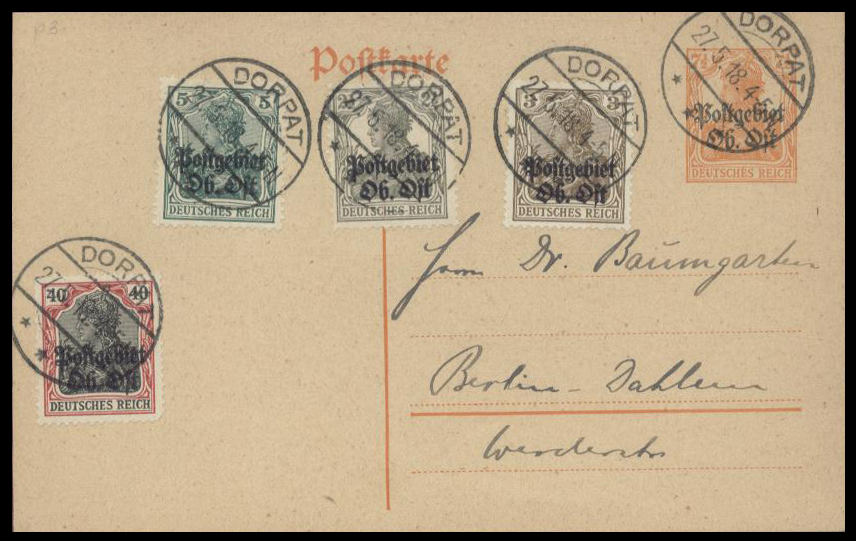
Поштова картка, надіслана з Дорпата (Тарту) та франкована марками Поштової зони Верховного головнокомандувача на Сході (1918)

24 лютого 1918 року Естонія проголосила незалежність, однак наступного дня до Ревеля увійшли німецькі війська. Упродовж лютого — березня 1918 року територія Естонії була зайнята військами Німеччини.
25 лютого німецька окупаційна влада взяла під свій контроль Талліннську пошту. Поштова система, що існувала, при цьому була ліквідована. Пошта німецької військової адміністрації обслуговувала й цивільне населення тих пунктів, де були її заклади. На території Естонії у вжиток надійшли поштові марки Німеччини з двосторонньою чорною друкарським наддруком «Postgebiet / Ob. Ost» (Поштова зона Верховного головнокомандувача на Сході).
У березні 1918 року в Дорпаті (Тарту) німецька окупаційна адміністрація здійснила місцевий випуск. На марках Російської імперії 17-го випуску було зроблено чорний типографський наддрук нового номіналу (20 і 40 пфенігів). Марка у 20 пфенігів відома з перевернутим наддруком. Марки гасились однорядковим штампом «DORPAT» сірою фарбою. Були у вжитку до 20 грудня 1918 року. Наддрук було також зроблено на поштовій картці Тимчасового уряду.
28 грудня 1918 року поштові відділення німецької військової адміністрації на території Естонії були закриті.

## Перший період незалежності Естонії

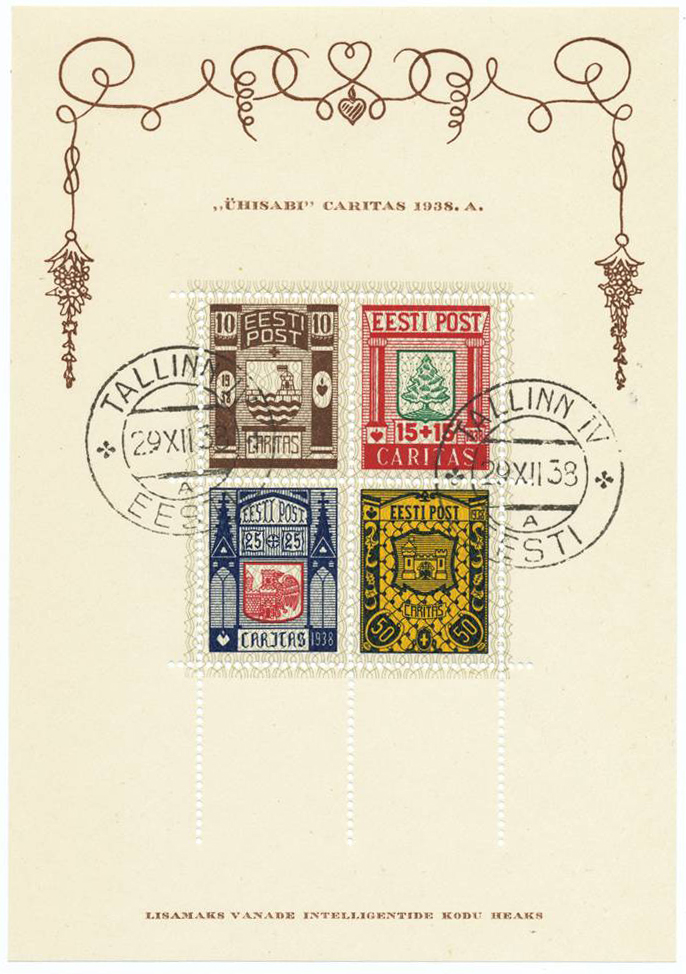
Перший поштовий блок Естонії, 1938

Самостійна поштова служба незалежної Естонії у міжвоєнний період була організована в листопаді 1918 року. 13 листопада 1918 року наказом начальника Союзу оборони Естонії (Кайтселійта) полковника Йоганна Унта комендантом Талліннської поштово-телеграфної контори був призначений Хіндрек Ріканд. Цей день поштове відомство Естонії вважає днем свого заснування. 15 листопада 1918 року міністр шляхів сполучення Фердинанд Петерсен затвердив перші поштові тарифи Естонії. До 1921 року вони змінювались п'ять разів.
16 листопада 1918 року Дирекція естонської пошти видала розпорядження, в якому йшлося:
Естонська державна пошта починає свою діяльність 19 листопада 1918 року. До випуску поштових марок, який буде здійснено у найближчі дні, просимо листи не кидати до поштових ящиків, а здавати до поштової контори. Спершу будуть прийматись тільки прості й рекомендовані надсилання і тільки до країн узбережжя Балтійського моря.
Перша поштова марка Естонії із квітковим візерунком та номіналом у 5 копійок була віддрукована 22 листопада. Автором ескізу був Рудольф Зеро. Марки друкувались у друкарні Г. Белау в Ниммі (передмістя Таллінна). Разом у першій серії було випущено марки чотирьох різних номіналів. Вони були у вжитку до 30 червня 1926 року.
У травні 1919 року за розпорядженням Головної поштової дирекції Таллінна були наддруковані всі запаси марок Російської імперії 17, 19, 20 і 21 випусків. Ручний наддрук «Eesti Post» ставився каучуковим штемпелем фіолетовою чи чорною фарбою по діагоналі в один рядок у такій кількості: із зубцями — 1 копійка — 7 примірників (за іншими даними — 8 примірників), 2 копійки — 2654 примірники, 3 копійки — 1854 примірники, 5 копійок — 3803 примірники, 10 копійок — 60 примірників, 10 копійок (чорний наддрук) — 917 примірників, 10 копійок / на 7 копійок — 45 примірників, 15 копійок — 1197 примірників, 25 копійок — 998 примірників, 35 копійок — 12 примірників, 50 копійок — 344 примірники, 1 рубль — 170 примірників, 10 рублів — 11 примірників; без зубців — 1 копійка — 1826 примірників, 2 копійки — 26 примірників, 3 копійки — 475 примірників, 1 рубль — 150 примірників, 3,50 рублі — 56 примірників, 5 рублів — 40 примірників Після наддруковування всіх марок штемпель було знищено. Ці марки були у вжитку до 1 жовтня 1919 року. Відомі фальсифікати на збиток колекціонерам. Деякі дослідники вважають той випуск спекулятивним. Вказання на спекулятивний характер випуску до 1930 року було розміщено і в каталозі «Міхель». Нині ця серія описується в каталозі як локальний випуск Таллінна.
26 червня 1920 року пошта Естонії випустила перші поштово-доброчинні марки, додатковий збір від яких спрямовувався на користь інвалідів Війни за незалежність Естонії. Дві мініатюри з зображенням інваліда з родиною та інваліда з двома жінками в національних костюмах, були віддруковані двокольоровим друком літографським способом у друкарні Бергмана в Тарту. Марки були у вжитку до 31 березня 1926 року.
На відзнаку десятиріччя проголошення Естонської Республіки 24 лютого 1928 року було випущено першу комеморативну серію з п'яти марок, що є типографським наддруком червоною чи чорною фарбою у два рядки ювілейних дат і нового номіналу в сентах на стандартних марках попередніх випусків. Марки цього випуску були у вжитку до 1 січня 1941.
|                                                                  |                                               |                     |                                                                                                  |                                  |
| 1919: марка з наддруком «Eesti Post» на марці Російської імперії | 1920: поштово-доброчинна марка, 35 + 10 пенні | Те ж, 70 + 15 пенні | 1928: марка з першої коммеморативної серії, на честь 10-річчя проголошення Естонської Республіки | 1940: перша марка Естонської РСР |

Перший поштовий блок вийшов 21 січня 1938 року. Чотири марки, що утворюють блок, із зображенням гербів естонських міст були віддруковані типографським способом на папері із сіро-зеленим сітчастим тлом. Номінал марок був із доплатою на громадську допомогу.
30 липня 1940 року, невдовзі після утворення Естонської Радянської Соціалістичної Республіки, вийшла серія з чотирьох марок, присвячена 100-річчю поштової марки. На мініатюрах, віддрукованих типографським способом був зображений голуб із листом у дзьобі, що летить над силуетом літака.

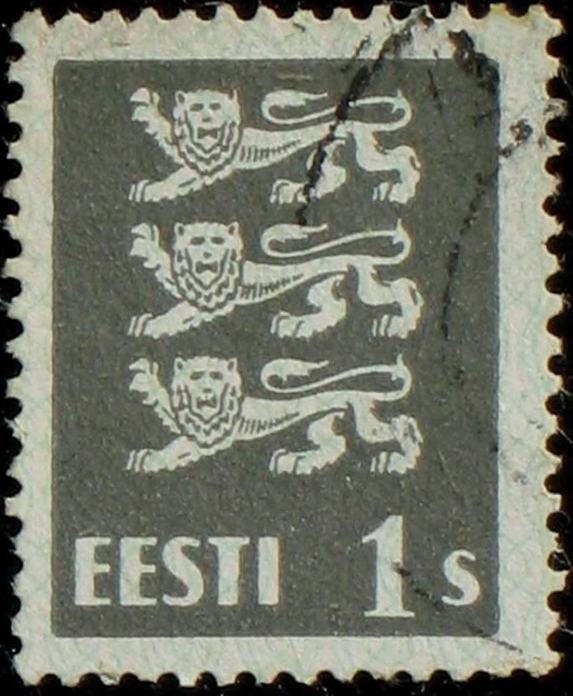
Поштовая марка Естонської РСР у складі СРСР, 1940

15 серпня 1940 року, уже після входження Естонської РСР до складу СРСР, була випущена остання марка цього періоду з написом «Eesti». Це була мініатюра із зображенням трьох леопардів з гербу Естонської Республіки, віддрукована типографським способом на сірому крейдованому папері із синьо-зеленим сітчастим тлом. Вона перебувала у вжитку до 1 січня 1941 року.
6 грудня 1940 року на території Естонської РСР набрали чинності радянські поштові закони й тарифи. Після цього естонські марки не продавались, але вони були у вжитку до самої німецької окупації Естонії.

### Пошта Естляндської трудової комуни
29 листопада 1918 року частинами 6-ї стрілецької дивізії 7-ї армії РРФСР була взята Нарва. Того ж дня було оголошено про відновлення радянської влади в Естонії й утворення Естляндської трудової комуни (ЕТК).
Відновлення поштово-телеграфного зв'язку на території ЕТК було покладено на створений при Управлінні народного господарства поштово-телеграфний відділ на чолі з Кутті. 10 грудня 1918 року відновила свою роботу Нарвська поштово-телеграфна контора. 17 грудня відкрилось поштове сполучення Нарви з Йихві та Аувере, а 23 грудня — с Нарва-Йиєсуу й Раквере.
10 грудня 1918 року в газеті «Eesti Kütiväe Teataja» («Вісник естонських стрільців») були опубліковані поштові тарифи ЕТК. У період з 19 грудня 1918 до 2 січня 1919 року вони послідовно уточнювались циркулярами Нарвської поштово-телеграфної контори. В остаточному варіанті тарифи мали такий вигляд:
- міжміський закритий лист вагою до 15 грамів — 25 копійок, за кожні наступні 15 г — 25 копійок;
- місцевий закритий лист — 15 копійок;
- поштова картка — 10 копійок;
- бандероль вагою до ½ фунти — 20 копійок, за кожні наступні 4 лоти — 5 копійок;
- збір за замовлення — 25 копійок;
- відправлення до РРФСР вагою до 15 г — безкоштовно.[16]

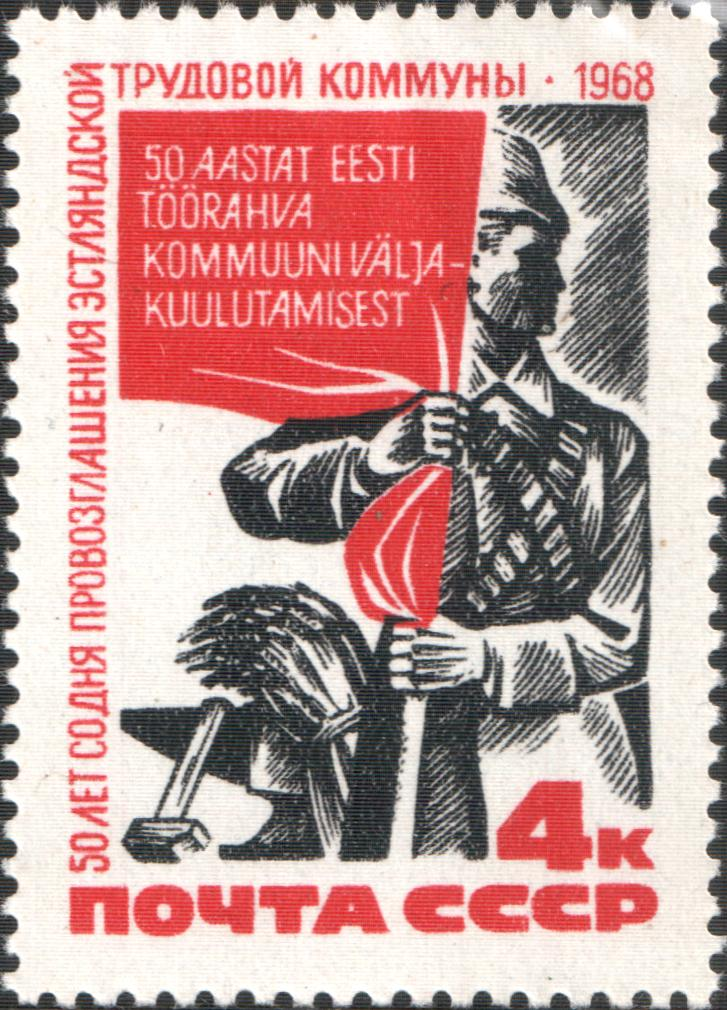
Поштова марка СРСР, присвячена 50-річчю проголошення ЕТК, 1968

Поштові відділення ЕТК відчували гострий дефіцит поштових марок для франкування кореспонденції. Використання марок Естонії, які надійшли до деяких поштових закладів незадовго до проголошення ЕТК, не всюди визнавалось законним, хоч про існування прямої заборони на це не було. Циркуляри, видані Нарвською поштово-телеграфною конторою, вимагали у подальшому до самого отримання марок стягувати платню за поштові відправлення готівкою, проставляючи у правому верхньому куті червоним олівцем або чорнилом обведену колом літеру «M» (від ест. «makstud» — сплачено).
19 грудня 1918 року поштово-телеграфний відділ ЕТК замовив на Петроградському поштамті знаки поштової сплати різних номіналів і поштові картки. 28 грудня Нарвська поштово-телеграфна контора отримала замовлення на загальну суму 70 200 рублів. Надіслані з Петрограда марки були стандартними марками Російської імперії 1908–1917 років.
7 січня 1919 року за підтримки Антанти почався спільний контрнаступ збройних сил Естонської Республіки та білогвардійської Північно-Західної армії під командуванням генерала Миколи Юденича. В результаті контрнаступу 19 січня була взята Нарва. У лютому 1919 року частини Комуни та 7-ї армії РСЧА були витіснені за межі Естонії.

## Друга світова війна: нацистська окупація

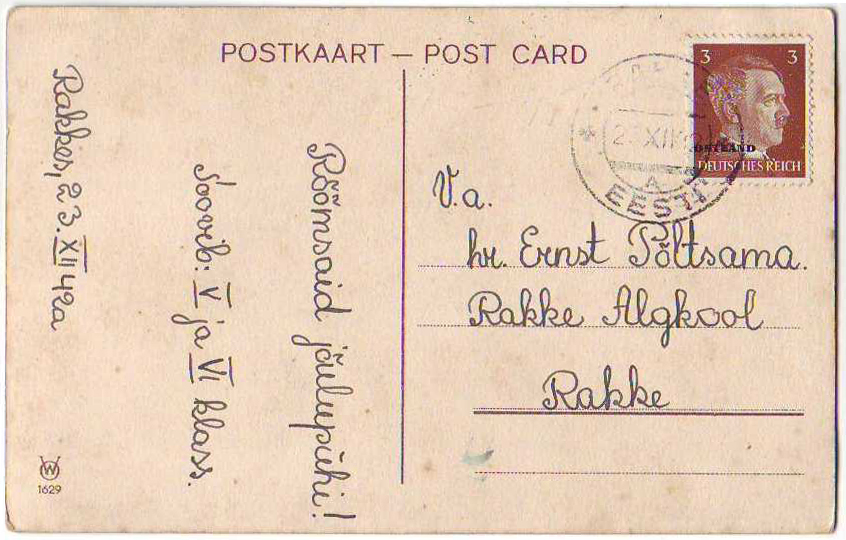
Поштова картка, надіслана з Ракке (Естонія) 23 грудня 1942 року та франкована маркою райхскомісаріату Остланд

За часів Другої світової війни територія Естонії була окупована німецькими військами. 1 вересня 1941 року її було включено як генеральний округ до складу райхскомісаріату Остланд.
Первинно, на окупованій території використовувались марки Третього райху, а з 4 листопада 1941 року — марки, випущені спеціально для райхскомісаріату Остланд. Вони були марками Німеччини з чорним типографським наддруком слова «OSTLAND».
До того періоду належать також місцеві випуски поштових марок окремих населених пунктів Естонії, що відбувались вже після виходу радянських військ. Відомі випуски Мийзакюла, Нио, Отепя, Пярну, Тарту й Елви, як оригінальних зображень, так і в вигляді наддруків на марках СРСР.

## У складі СРСР

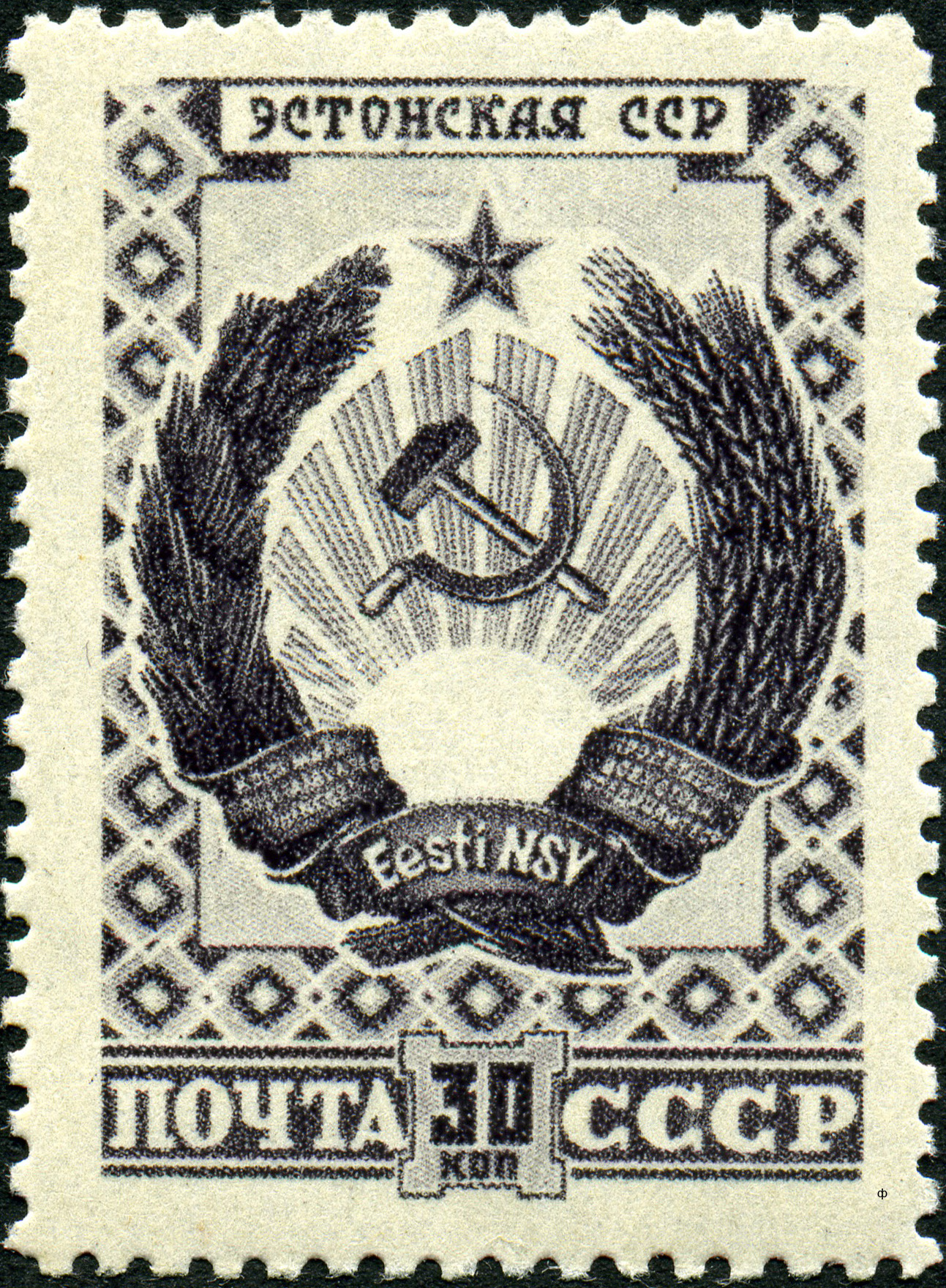
Перша марка СРСР, присвячена Естонській РСР. Герб Естонської РСР, 1947

1944 року в Естонській РСР було відновлено діяльність радянської пошти. До завершення 1945 року на території республіки діяв один поштамт, 11 поштових контор (10 повітових пошт + Нарва), 206 відділень зв'язку, 404 агентства зв'язку та одне відділення поштових перевезень. Існувало 2739 скриньок для збирання листів (з них 405 у містах) і 2547 поштових хуторів.
До 1950 року в Естонській РСР був один поштамт, одне відділення поштових перевезень, дві міські пошти — в Нарве та в Кохтла-Ярве, 39 районних пошт, 286 відділень зв'язку й 300 агентств зв'язку. З 1950 року для перевезення пошти почали використовуватись маршрутні автобуси. 29 серпня 1956 року Талліннський поштамт став Головпоштамтом.
До 1964 року в підпорядкуванні Міністерства зв'язку ЕРСР був один головпоштамт, одне відділення поштових перевезень, два міських (Нарва, Сілламяе) та 15 районних вузлів зв'язку. Ця кількість зберігалась незмінною до завершення радянського періоду.

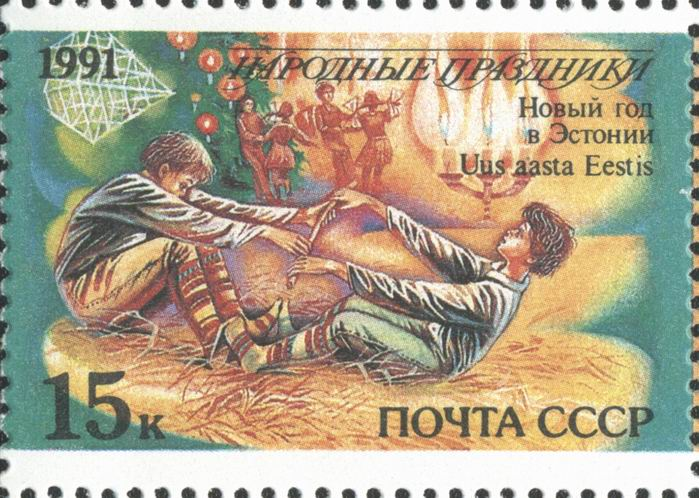
Остання марка СРСР, присвячена Естонії. Новий рік, 1991

З 1970 року в Естонії проводились щорічні змагання з професійної майстерності «Золоті руки», що стали традиційними. Перші змагання було проведено для операторів зв'язку в Таллінні.
Влітку 1980 року було відкрито першу чергу нової двоповерхової будівлі Талліннського головпоштамту.
До 1991 року на території Естонії для поштової сплати використовувались поштові марки СРСР. Серед них були поштові марки з зображенням видатних діячів, архітектури, фауни й іншими сюжетами, пов'язаними з Естонією.
Перша марка СРСР, присвячена Естонській РСР, вийшла 9 лютого 1947 року в серії Державні герби СССР та союзних республік. Остання марка СРСР з естонським сюжетом з'явилась 4 жовтня 1991 року, тобто за місяць після визнання СРСР незалежності цієї республіки. Мініатюра з серії «Народні свята» ілюструвала зустріч Нового року в Естонії.

## Сучасна Естонія
Перший крок до поштової незалежності Естонії було зроблено 1 січня 1991 року, коли тариф на пересилання простого листа було збільшено з 5 до 15 копійок. Це рішення було ухвалено естонською поштою в односторонньому порядку, без дозволу Міністерства зв'язку СРСР. З того часу естонська пошта стала де-факто незалежною.
З 10 квітня 1991 року в Естонії почало свою діяльність державне підприємство «Eesti Post». Під час перехідного періоду, коли марки СРСР вже закінчились, а марки Естонії ще не випустили, для франкування конвертів на пошті використовували гумові штемпелі із зазначенням тарифу. В Тарту з дозволу генерального директора «Eesti Post» у вжитку були перфоровані смуги.
1 жовтня 1991 року у вжиток надійшла перша серія з дев'яти поштових марок незалежної Естонської Республіки. На всіх марках серії було розміщено зображення малого герба Естонії; номінали марок — в рублях без зазначення назви валюти. Останні марки з номіналом в рублях вийшли 22 червня 1992 року. Вони були присвячені XXV літнім Олімпійським іграм, що проходили в Барселоні.
31 грудня 1991 року в Естонії було випущено «конверт останнього дня». На немаркованій ілюстрованій цільній речі було зроблено наддрук стилізованої марки з текстом «Пошта СРСР», проставлено відбиток круглого штемпелю з написом трьома мовами: «TALLINN. LAST DAY — VIIMANE PÄEV 31.12.1991. СССР» та віддруковано підмалюнковий текст: «LAST DAY COVER. 31.12.1991». 1 січня 1992 року поштові марки СРСР, що курсували в країні паралельно з естонськими, були офіційно вилучені з обороту.
16 березня 1992 року були випущені стандартні марки не з грошовими номіналами, а з літерними позначеннями. На мініатюрах подавались абревіатури англійських термінів, наприклад:
- PP (Postage paid) — «Поштовий збір сплачено»;
- PPE (Postage paid. Estonia) — «Поштовий збір сплачено. Естонія» (для внутрішніх поштових відправлень);
- PPR (Postage paid. Registered) — «Поштовий збір сплачено. Рекомендований»;
- PPA (Postage paid. Abroad) — «Поштовий збір сплачено. За кордон» тощо.

Причиною цього випуску стала висока інфляція та очікування скорого переходу на власну валюту — естонську крону.
3 жовтня 1992 року були випущені перші чотири марки (квартблок) з номіналами в кронах. Серія була присвячена птахам Балтійського моря. 30 червня 1993 року в Естонії були вилучені з обороту всі марки з номіналами в рублях та з літерними індексами без номіналу. 1 липня 1993 року у вжиток надійшли марки з номіналами в естонській кроні. З січня 2006 до 31 грудня 2010 року номінальна вартість естонських марок зазначалась у двох валютах — у кронах та євро.
З 1 січня 2011 року Естонія перейшла на євро. Цій події була присвячена марка, що вийшла у вжиток того ж дня, із зображенням монети номіналом в 1 євро з мапою Естонії. Поштові марки з номіналом у кронах будуть чинними для сплати поштових послуг до 31 грудня 2013 року; марки з номіналом у двох валютах з ужитку вилучатись не будуть.

## Незвичайні випуски
19 листопада 1927 року вийшла серія з п'яти марок з доплатою на користь фонду спорудження пам'ятників війни за незалежність. Мініатюри з видами міст Естонії були віддруковані типографським способом двокольоровим друком на папері з водяним знаком. У лівому чи правому нижньому куті малюнку кожної марки розміщено порядковий номер, що визначає її положення на аркуші. Подібна нумерація марок була застосована вперше у світі. Окрім того, це єдині марки Естонії, віддруковані на папері з водяним знаком. Цей знак складається з паралельних ліній, в центрі яких розміщено герб Великого князівства Фінляндського та слова «Finland Suomi».
|                                |                                               |                                     |                           |                              |
| Курессааре, Єпископський замок | Тарту, руїни Домського (Петра і Павла) собору | Замок Тоомпеа з вежею Довгий Герман | Нарва, Вежа Довгий Герман | Таллінн, загальний вид міста |

## Інші види поштових марок

### Авіапошта й авіапоштові марки

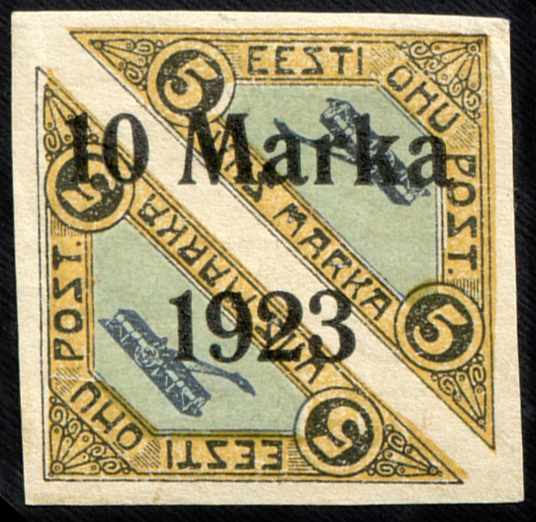
Авіапоштова марка Естонії. Наддрук нового номіналу й року на парі марок, 1923

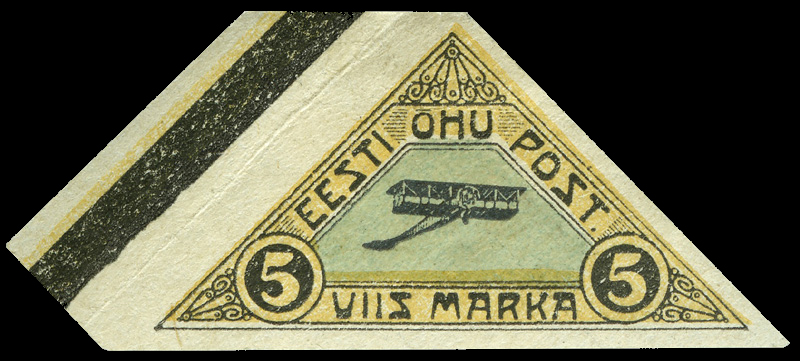
Перша авіапоштова марка Естонії, 1920

До лютого 1920 року, через замерзання Фінської затоки, в Естонії склалось важке становище із надсиланням та отриманням закордонної пошти, особливо між Таллінном і Гельсінкі. Для виходу із ситуації, що склалась, Поштове відомство запропонувало використати військові літаки для перевезення пошти взимку. Визнавши обґрунтованість вимог Поштового відомства, уряд дозволив перевезення пошти повітряним шляхом. 13 лютого 1920 року відбувся пробний політ.
За місяць, 13 березня, вийшла перша авіапоштова марка Естонії. Мініатюра трикутної форми із зображенням біплану LVG системи Шнайдера (LVG B.I), які використовувались для перевезення пошти, була віддрукована трикольоровим літографським друком у друкарні Паалмана в Таллінні. Автором ескізу був поштовий чиновник Тріумф. Марка була у вжитку до 31 грудня 1923 року. Повітряна пошта Таллінн — Гельсінкі діяла до 15 березня 1920 року.
Перевезення пошти повітряним шляхом відновилось 1 жовтня 1923 року. Були відкриті дві авіалінії Таллінн — Рига (з продовженням до Кенігсберга) й Таллінн — Гельсінкі (на початку 1924 року її продовжили до Стокгольма). Лінії обслуговувались літаками A/S «Aeronaut». Того ж дня вийшла серія з шести авіапоштових марок. На авіапоштових мініатюрах першого випуску було зроблено наддрук чорною, червоною, карміновою або цегляно-червоною фарбою в один чи два рядки року випуску «1923» та нової вартості на одинарних марках (мініатюри з номіналом у 5 та 15 естонських марок) або їх парах у положенні тет-беш основами трикутників. Ці марки були у вжитку до 15 квітня 1928 року.
Останні авіапоштові марки вийшли 15 липня 1925 року. Разом було випущено 18 авіапоштових марок.
1988 року пошта Фінляндії випустила поштовий блок з чотирьох марок, присвячених авіапоштовим літакам Фінляндії. На одній з них зображено біплан Бреге 14, який перевозив пошту між Гельсінкі й Таллінном. На берегах блоку зображено схеми маршрутів літаків на тлі мапи північної частини Європи.

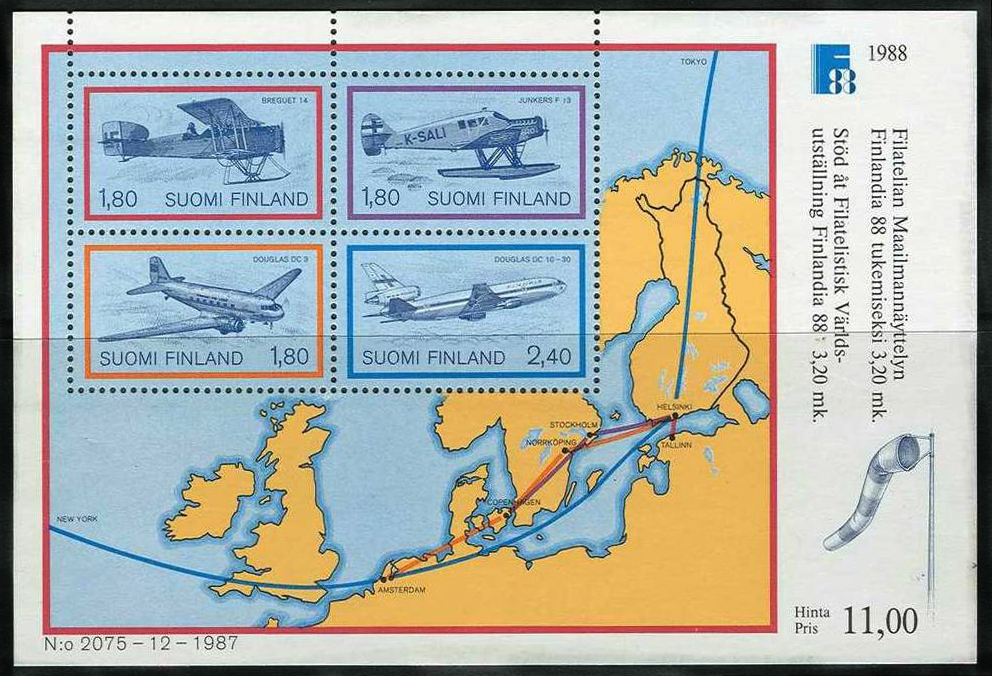
Поштовий блок Фінляндії з маршрутами авіапоштових перевезень (в тому числі Таллінн — Гельсінкі), 1988

## Спекулятивно-фантастичні випуски
Наприкінці 1990-х — на початку 2000-х років на філателістичному ринку з'явились фантастично-спекулятивні марки, випущені від імені естонських островів. Марки видавались у малих аркушах по 4—16 мініатюр у кожному на популярні філателістичні теми: «Флора—Фауна», «Динозаври», «Принцеса Діана», «Іван-Павло II», «Шахи» тощо.
Ці незаконні випуски були перелічені в листі, надісланому поштовою адміністрацією Естонії в липні 2007 року до Світового поштового союзу. Разом відомо 14 естонських островів, від імені яких видавались марки: Абрука (10 марок), Аегна (4 марки), Аксі (4 марки), Вормсі (25 марок), Вяйке-Пакрі (28 марок), Кіхну (8 марок), Манілаїд (28 марок), Муху (22 марки), Осмуссаар (8 марок), Пранглі (16 марок), Рухну (22 марки), Сааремаа (39 марок), Суур-Пакрі (8 марок) та Хійумаа (56 марок).